# Jacques Raphaël-Leygues
Jacques Raphaël-Leygues, né le 18 décembre 1913 à Paris où il est mort le 11 décembre 1994, est un diplomate et homme politique français.

## Biographie
D'une famille de banquiers, il est le petit-fils d'Édouard Raphaël (1841-1915), fondateur de la Banque Raphaël et Cie, et de Georges Leygues, président du Conseil des ministres, ainsi que le cousin germain de Pierre David-Weill.
Après être passé au lycée Janson-de-Sailly, il obtient une licence de droit et débute au barreau de Paris, avant d'intégrer l'École des commissaires de la Marine nationale. 
Attaché au cabinet du président du Conseil Édouard Daladier en avril 1938, il raconte dans sa Chronique des années incertaines ce qu'il observe dans l'approche de la Seconde Guerre mondiale. Retournant à sa carrière militaire, il prend part à la campagne de Norvège, quitte clandestinement la France en décembre 1942 pour rejoindre les Forces françaises combattantes en Afrique du Nord et participe notamment au débarquement de Provence.
Commissaire principal de la Marine, il sert à ce titre en Indochine de 1945 à 1950. Conseiller de l'Union française, vice-président de la Commission des affaires culturelles et des civilisations d'outre-mer à l'Assemblée de l'Union française, il est chargé, de 1952 à 1956, de plusieurs missions secrètes ou officielles pour tenter de nouer le dialogue avec le Việt Minh et Ngô Đình Diệm.
Maire de Villeneuve-sur-Lot de 1955 à 1974 et conseiller général pour le canton de Villeneuve-sur-Lot de 1955 à 1967, il soutient le retour au pouvoir du général de Gaulle et appelle à voter « oui » à la nouvelle Constitution. Il est élu député de Lot-et-Garonne le 30 novembre 1958 et devient vice-président de l'Assemblée nationale le 24 avril 1962, fonction qu'il assure jusqu'à la dissolution du 9 octobre 1962.
Il est ensuite ambassadeur de France en Côte d'Ivoire de 1963 à 1979. Il fut également membre de l'Académie des sciences d'outre-mer. 
Il fut également délégué des Français de Côte d'Ivoire au Conseil supérieur des Français de l'Étranger (devenu depuis Assemblée des Français de l'étranger) de 1985 à 1988.
Il signe avec son homologue Djibo Sounkalo en 1957 le jumelage de Villeneuve-sur-Lot avec la ville de Bouaké en Côte d'Ivoire.

### Carrière littéraire
Parallèlement, Raphaël-Leygues se consacre à une carrière littéraire, lui valant d'être plusieurs fois récompensé par l'Académie française.
Il est président de la Société des poètes français et élu mainteneur de l'Académie des jeux floraux en 1981.

## Décorations
- Commandeur de la Légion d'honneur
- Grand officier de l'ordre national du Mérite[3]
- Croix de guerre 1939-1945 (avec palme et étoile d'argent)
- Croix de guerre des Théâtres d'opérations extérieures (étoile d'argent)
- Médaille des évadés
- Ordre national de Côte d'Ivoire

## Publications
- Retour de mer suivi de Minuit à quatre, poèmes, Firmin-Didot et Cie, Paris (prix Saint-Cricq-Theis en 1942 et prix Auguste-Capdeville en 1954)
- Villeneuve-sur-Lot (1969)
- Ponts de lianes : Missions en Indochine 1945-1954, Hachette (1976 - prix du maréchal-Foch)
- Chroniques des années incertaines, 1935-1945 (1977)
- Reflets des heures vives (1979 - prix Broquette-Gonin)
- Delcassé, avec Jean-Luc Barré (1980)
- Les Mutins de la mer Noire, avec Jean-Luc Barré (1981 - prix Broquette-Gonin)
- Georges Leygues, le père de la marine : ses carnets secrets de 1914-1920 (1983)
- Darlan, avec François Flohic (1986 - prix du maréchal-Foch)
- Darlan-Laborde, l'inimitié de deux amiraux (1990)